# Los Tigres, Nayarit
Los Tigres är en ort i Mexiko.   Den ligger i kommunen Del Nayar och delstaten Nayarit, i den centrala delen av landet, 600 km nordväst om huvudstaden Mexico City. Los Tigres ligger 1 268 meter över havet och antalet invånare är 139.
Terrängen runt Los Tigres är kuperad åt nordväst, men åt sydost är den bergig. Terrängen runt Los Tigres sluttar västerut. Runt Los Tigres är det mycket glesbefolkat, med 5 invånare per kvadratkilometer. Närmaste större samhälle är San Miguel, 16,7 km öster om Los Tigres. I omgivningarna runt Los Tigres växer huvudsakligen savannskog.